# Purwa
Purwa är en ort i Indien.   Den ligger i distriktet Unnao och delstaten Uttar Pradesh, i den centrala delen av landet, 400 km sydost om huvudstaden New Delhi. Purwa ligger 128 meter över havet och antalet invånare är 22 220.
Terrängen runt Purwa är mycket platt. Runt Purwa är det tätbefolkat, med 570 invånare per kvadratkilometer. Purwa är det största samhället i trakten. Trakten runt Purwa består till största delen av jordbruksmark.